# Nowa Wieś Kłodzka
Nowa Wieś Kłodzka (niem. Neudorf) – wieś w Polsce położona w województwie dolnośląskim, w powiecie kłodzkim, w gminie Nowa Ruda.
Nowa Wieś Kłodzka to wieś łańcuchowa leżąca w dolinie Czerwionka, na granicy Gór Bardzkich, Sowich i Garbu Dzikowca, na zachód od Przełęczy Srebrnej, na wysokości około 435–480 m n.p.m.
We wsi był przystanek kolejowy Nowa Wieś Kłodzka.

## Podział administracyjny
W latach 1975–1998 miejscowość administracyjnie należała do województwa wałbrzyskiego.

## Historia
Pierwsza wzmianka o Nowej Wsi Kłodzkiej pochodzi z roku 1341. W XVIII wieku w pobliżu wsi powstał kamieniołom, a w latach późniejszych zbudowano kilka wapienników, które pracowały m.in. na potrzeby budowanej wówczas twierdzy srebrnogórskiej. W roku 1840 we wsi były: kościół, szkoła, sześć wapienników, warsztaty tkackie oraz gospoda, z której zatrzymywali się turyści udający się do twierdzy srebrnogórskiej. Ruch turystyczny nasilił się po roku 1902, kiedy to w pobliżu wsi oddano do użytku przystanek Kolei Sowiogórskiej. Po 1945 roku zlikwidowano Kolej Sowiagórską, co przyczyniło się do spadku liczby ludności. W 1978 roku były tu 43 gospodarstwa rolne, w 1988 roku ich liczba zmalała do 20.

## Zabytki
Nowej Wsi Kłodzkiej są następujące obiekty zabytkowe:
- kościół Podwyższenia Krzyża Świętego w Nowej Wsi Kłodzkiej wzmiankowany w 1486 roku[1],
- kilka okazałych domów pochodzących z XVIII i XIX wieku[1],
- kapliczka domkowa z 1699 roku, położona w górnej części wsi[1].

## Turystyka
Przez Nową Wieś Kłodzką przechodzi  Główny Szlak Sudecki ze Słupca na Przełęcz Srebrną.